# Jelnyiki járás
A Jelknyiki járás (oroszul Ельниковский район, erza nyelven Кузбуе, moksa nyelven Ельниконь аймак) Oroszország egyik járása Mordvinföldön. Székhelye Jelnyiki.

## Népesség
- 1989-ben 15 842 lakosa volt.
- 2002-ben 13 359 lakosa volt, akik főleg oroszok, moksák és tatárok.
- 2010-ben 11 995 lakosa volt, melyből 5 973 orosz, 5 260 mordvin, 694 tatár.